# The Laughing Dead
The Laughing Dead ist ein US-amerikanischer Horrorfilm mit Splattereinlagen von S. P. Somtow aus dem Jahr 1989.

## Handlung
Der katholische Pfarrer Ezechiel O’Sullivan kümmert sich aufopferungsvoll um die Belange seiner Gemeindemitglieder. Er selbst steckt in einer tiefen Glaubenskrise, die ihn an Gott als auch an seiner Berufung zweifeln lässt. Zudem sehnt sich der Geistliche, der von sonderbaren Albträumen geplagt wird, nach seiner heimlichen Geliebten Tessie, einer ehemaligen Nonne, sowie deren gemeinsamen Sohn Ivan.
Einmal im Jahr organisiert O’Sullivan eine Archäologie-Exkursion, die zu alten Kultstätten der Maya in die mexikanische Provinz Oaxaca führen soll. Dort will man einem sonderbaren Totenfest, dem „Festival der Lachenden Toten“, beiwohnen. Der illustren Gemeindegruppe schließt sich nach mehrstündiger Busfahrt auch Tessie mit dem stets missgelaunten Ivan an. Der Pfarrer sieht so erstmals seinen jugendlichen Sohn, der allerdings nicht weiß, wer sein leiblicher Vater ist.
Am Bestimmungsort angelangt macht O’Sullivan die Bekanntschaft des zwielichtigen Dr. Um-tzec, einem Doktor der Religionswissenschaften und ominösen Nachfahren eines Mayagottes. Dieser missbraucht den Pater aufgrund seines verlorenen Glaubens und dessen unehelichen Fehltritts für ein altes Ritual. Im Zuge der Beschwörung nimmt der Geist eines alten Totengottes Besitz vom Körper des Paters. Fortan verändert sich das besessene Opfer und ermordet ungewollt einen Teilnehmer der Reisegruppe. Daraufhin kommt es zu Unruhen unter den Reisenden. Eine Flucht ist unmöglich, da zwischenzeitlich die Diener Um-tzecs eine Weiterfahrt sabotieren. Ivan, der nun erfährt, dass der Pfarrer sein Vater ist, wird in dieser Lage verschleppt. Er soll als zentrales Opfer die Wiederkehr des Bösen einleiten.
Zeitlich versetzt gelingt es Cal, einem anwesenden Archäologen, eine alte Inschrift zu entschlüsseln, die besagt, dass der Pfarrer besessen sein könnte. Als O’Sullivan damit konfrontiert wird, massakriert er mehrere Gemeindemitglieder und flieht. Die Anwesenden erkennen nun, dass sie handeln müssen. Eine fünfköpfige Gruppe Entschlossener folgt dem Geistlichen und verhindert letztlich Ivans Opferung. Den eigenen Urängsten ausgesetzt wird auch Dr. Um-tzec getötet.
Am Ende ist Pfarrer O’Sullivan von jeglichen Zwängen befreit und die Überlebenden feiern mit den Einheimischen das Totenfest. Ivan, Tessie und der Pater sind als Familie glücklich vereint.

## Kritiken
Das Lexikon des internationalen Films schrieb, der „Billig-Horrorfilm“ überrage lediglich mit den blutigen Splatter-Effekte das „Amateurniveau des übrigen Films.“